# Södra Transdanubien

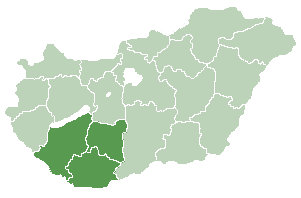
Södra Transdanubien i Ungern.

Södra Transdanubien (ungerska: Dél-Dunántúl) är en statistisk region (NUTS 2) i sydöstra Ungern. Namnet kommer från det historiska landskapet Transdanubien. Regionen täcker en yta på 14 169 km² och totalt bor det cirka 989 000 människor i området. Med arean och antalet invånare blir det cirka 70 personer per kvadratkilometer som bor i området. Regionen har ingen särskild administrativ makt utan delas istället in i tre mindre provinser som heter Baranya, Somogy och Tolna. Den gamla regionshuvudstaden är fortfarande densamma som tidigare, Pécs.